# Рууд Гулліт
Ру́уд Гу́лліт, інший варіант написання Руд Гулліт (нід. Ruud Gullit, МФА: [ˈryt ˈɣʏlɪt] ( прослухати), *1 вересня 1962 в Амстердамі, Нідерланди) — колишній футболіст, гравець збірної Нідерландів та низки європейських клубів. По завершенні ігрової кар'єри — футбольний тренер.
Найкращий футболіст Європи 1987 року за версією журналу France Football, найкращий футболіст світу 1987 та 1989 років за версією журналу World Soccer. Включений до переліку «125 найкращих футболістів світу» (відомого як «ФІФА 100»), складеного у 2004 році на прохання ФІФА до сторіччя цієї організації легендарним Пеле. 2000 року ввійшов до переліку найкращих польових гравців XX століття, складеного Міжнародною федерацією футбольної історії і статистики (займає 18-те місце серед 20-ти обраних до переліку футболістів).
Капітан збірної Нідерландів на переможному для неї Чемпіонаті Європи 1988 року. Триразовий чемпіон Нідерландів, триразовий чемпіон Італії.
Футбольний універсал, що виступав на позиціях захисника, крайнього півзахисника, диспетчера і нападника.

## Раннє життя
Рууд Гулліт (ім'я при народженні — Рууд Діл) народився 1 вересня 1962 в Амстердамі. Батьками Рууда були одружений емігрант з Суринаму Джордж Гулліт та його коханка Марія Діл. Батько Рууда працював вчителем економіки у школі, мав трьох дітей і жив з офіційною родиною, але Рууд часто зустрічався зі своїми зведеними братом і сестрами. Мати працювала прибиральницею у Рейксмузеї Амстердама.
У формуванні Гулліта як футболіста важливу роль зіграв вуличний футбол в амстердамському районі Йордаан. Його першою командою був юнацький клуб Меербойз, до якого він приєднався у 1970 році. Коли Рууду було 10 років сім'я переїхала з Йордаана до району Амстердам Ауд Вест, де Рууд продовжував грати у вуличний футбол, вже на цьому етапі познайомившись з іншою майбутньою зіркою голландського футболу, своїм однолітком Франком Райкардом. Гра Гулліта за місцеву команду DWS привернула увагу тренерів юнацької збірної Нідерландів, де він почав грати разом з майбутніми зірками Ервіном та Рональдом Куманами.
Саме під час своїх виступів за DWS Рууд вперше почав використовувати прізвище свого батька, оскільки прізвище матері було співзвучним до образливого прізвиська голландською мовою. Однак офіційно він зберіг прізвище матері і продовжує підписувати контракти «Рууд Діл».
Після виступів Гулліта за юнацькі збірні Нідерландів йому зателефонували з футбольної академії «Аякса», запросивши разом з батьками на інтерв'ю. Оскільки батьки працювали, Рууд запропонував представникам клубу самим приїхати, але вони наполягали, що їхати має саме він. Гулліт пізніше згадував:

| «Кажуть, що з того дня я ненавиджу Аякс, але це ніколи не було правдою. Просто вони були неймовірно гоноровими. Вони хотіли мене, але я повинен був їхати з батьками до них. Я ніколи в житті не чув нічого безглуздішого».[3] |

## Клубна кар'єра

### ГФК «Гарлем»
У 1978 році Гулліт підписав професійний контракт з клубом Ередивізі ГФК «Гарлем» і незабаром дебютував у клубі, ставши у 16-річному віці наймолодшим гравцем в історії вищого дивізіону Нідерландів. У його перший сезон у «Гарлемі» команда фінішувала останньою в Ередивізі і вибула до другого за рівнем дивізіону Еерстедивізі. Наступного ж року «Гарлем» повернувся до елітного дивізіону, посівши перше місце в Еерсте Дівізі, а Гулліта було визнано найкращим гравцем другого дивізіону. В сезоні 1981-82 Гулліт перебував у добрій формі, команда посіла 4-те місце у чемпіонаті та вперше в історії клубу виборола путівку до єврокубків. Тоді ж Гулліт забив гол, який він пізніше назве найкращим у своїй кар'єрі: «У грі проти „Утрехта“ я обіграв чотирьох захисників і воротаря і забив. Для мене це був незабутній гол». Тренер Гарлема англієць Баррі Г'юз був настільки вражений молодим Гуллітом, що назвав його «голландським Данканом Едвардсом».

### «Феєнорд»
1982 року Гулліт перейшов до «Феєнорда», трансферна сума склала $550 тисяч. У команді тоді грав легенда голландського футболу Йоган Кройф, а граючим помічником тренера був Вім ван Ханегем і вони мали залишити незабутнє враження. У перший сезон Гулліта у команді «Феєнорд» залишився без трофеїв, але вже наступного року він здобув дубль, перемігши і в чемпіонаті, і в кубку. Гулліта було визнано найкращим гравцем Нідерландів. У «Феєнорді» Гулліт провів 85 матчів у чемпіонаті, забив 31 гол. У «Феєнорді» Гулліт почав грати у півзахисті, тоді як в «Гарлемі» він зазвичай грав на позиції ліберо. Перебуваючи у «Феєнорді», Гулліт також опинився у центрі расового скандалу — тренер Тейс Лібрегтс начебто назвав Гулліта «чорнявчиком», хоча Лібрегтс стверджував, що то було всього лиш прізвисько.

### ПСВ Ейндговен
У 1985 році Гулліт за $600 тисяч перейшов до клубу ПСВ Ейндговен, виступаючи за який був знову визнаний найкращим гравцем Нідерландів у 1986 році, допоміг клубу повернути титул чемпіона Ередивізі і захистити його у 1987 році. Саме в Ейндговені Гулліт по-справжньому зарекомендував себе як гравець світового класу, а також запам'ятався багатьом своєю характерною зачіскою. Водночас він став предметом критики з боку багатьох уболівальників «Феєнорда», які називали його «вовком», звинувачуючи його у переході до Ейндговена у погоні за грішми. Будучи незадоволеним своїм особистим розвитком, Гулліт жорстоко критикував ПСВ і Краая в березні 1987 року. Подальше попередження керівництва Краей визнав занадто м’яким, який подав у відставку. Напружені стосунки Гулліта з клубом означали, що він піде у Мілан влітку.

### «Мілан»

Гулліт у формі «Мілана»

1987 року президент італійського «Мілана» Сільвіо Берлусконі забезпечив перехід Гулліта до своєї команди за рекордну на той час суму у $8,9 млн. Партнерами гравця у новій команді стали співвітчизники Марко ван Бастен та знайомий ще з дитячих років Франк Райкард, а також легендарні італійці Паоло Мальдіні і Франко Барезі. Трійка голландців становила основу атакувальних побудов «Мілана» та заслужила на порівняння з легендарним шведським тріо «Гре-Но-Лі», що сяяло у складі італійського клубу у 1940-50-х роках.
На початку Гулліт мав складнощі з адаптацією, оскільки не знав італійської та не мав досвіду проживання за кордоном. Однак вже за результатами першого сезону в Італії гравець виграв з «Міланом» скудетто, перший титул клубу за останні 9 років. Завдяки своїй грі за ПСВ і «Мілан» 1987 року Гулліт одержав Золотий м'яч найкращого гравця Європи, який він присвятив ув'язненому на той час владою ПАР видатному борцю з апартеїдом Нельсону Манделі.
Спочатку головний тренер міланської команди Арріго Саккі використовував Гулліта на правому фланзі атакуючої трійки поруч з ван Бастеном та П'єтро Вірдісом, однак пізніше через травму ван Бастена «Мілан» перейшов на гру з двома нападниками. Наступного сезону «Мілан» додав до переліку своїх трофеїв Кубок Чемпіонів. Гулліта було травмовано під час вражаючої перемоги 5-0 над «Реалом» у півфіналі змагання, але він встиг швидко відновитися та відзначився двома голами у фінальній грі проти «Стяуа» («Мілан» переміг 4-0, ще два голи записав на свій рахунок ван Бастен). Наступного сезону «Мілан» продовжив тріумфальну ходу і захистив титул клубного чемпіона Європи, здолавши у фіналі Кубку Чемпіонів «Бенфіку» з рахунком 1-0. Протягом цього сезону Гулліт був травмований і зіграв лише два матчі у Серії А, однак у фіналі європейського турніру відіграв усі 90 хвилин.
У сезоні 1990-91 ходу «Мілана» за третім поспіль Кубком Чемпіонів було перервано «Марселем» на стадії півфіналу. Після нічиєї у першому поєдинку на «Сан-Сіро», у матчі-відповіді «Мілан» програвав 0-1, коли незадовго до фінального свистка вийшло з ладу освітлення стадіону. Після невеликої перерви освітлення було налагоджене, але футболісти «Мілана» повернулися до роздягальні і відмовилися продовжувати гру. УЄФА зарахувала «Марселю» технічну перемогу 3-0, а «Мілан» було покарано позбавленням права грати у єврокубках наступного сезону.
Хоча «Мілан» продовжував домінувати в італійському футболі, вигравши Серію А в сезонах 1991-92 і 1992-93 (у першому з них клуб не зазнав жодної поразки), Гулліт відігравав у команді дедалі меншу роль. У фінальному матчі Ліги Чемпіонів 1992-93 проти того ж «Марселя», що завершився поразкою «Мілана» з рахунком 0-1, Гулліт не потрапив навіть до заявки на гру, оскільки згідно з правилами УЄФА того часу клубам дозволялося заявити не більше трьох іноземців.

### «Сампдорія»
1993 року Гулліт перейшов до «Сампдорії», де отримав футболку з номером 4, оскільки під звичним для нього номером 10 грав герой місцевих уболівальників Роберто Манчіні. У сезоні 1993-94 «Сампдорія» виграла Кубок Італії і посіла третє місце в Серії А, а сам Гулліт забив вирішальний гол у переможному для його нової команди матчі проти колишнього клубу, «Мілана» (рахунок 3:2). Виступи Гулліта були настільки переконливими, що у 1994 році «Мілан» повернув його до своїх лав, хоча через брак ігрової практики (8 матчів, 3 голи) незадовго до кінця сезону 1994-95 він знову повернувся до «Сампдорії», яка того року посіла 8-ме місце у чемпіонаті.

### «Челсі»

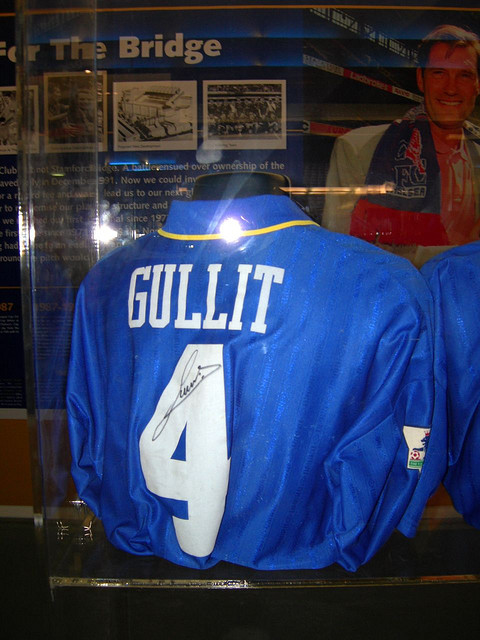
Підписана футболка Рууда Гулліта в музеї лондонського «Челсі»

У липні 1995 року Гулліт на правах вільного агента приєднався до лондонського «Челсі». На той час команда була міцним середняком Прем'єр-ліги, чиїм найсуттєвішим нещодавнім успіхом був виступ у фіналі Кубка Англії. Тренер Гленн Годдл спочатку ставив Гулліта грати на позиції ліберо, але без особливого успіху, і врешті-решт перевів його на звичнішу позицію у півзахисті. Підписання таких гравців як Гулліт, Марк Г'юз і Дан Петреску допомогло «Челсі» досягти півфіналу Кубка Англії, але не принесло успіхів у Прем'єр-лізі.
Однією з початкових проблем Гулліта в англійському футболі була потреба призвичаїтися до здібностей деяких партнерів по команді. «Я отримаю складний пас, обробляю м'яча, звільнюся від опіки і віддаю добру передачу на хід правому захиснику — єдина проблема у тому, що він не хоче цієї передачі. Зрештою Гленн сказав мені, „Рууд, буде краще, якщо ти спробуєш те ж саме у півзахисті“.» Але призвичаївся Гулліт швидко, і по результатах сезону його було визнано другим найкращим гравцем ліги після головної зірки «Манчестер Юнайтед» тих років Еріка Кантона.
Гулліт неодноразово стверджував, що період у Лондоні був чи не найщасливішим в його кар'єрі. «Доїхавши на авто до майдану Пікаділлі, споглядаючи усі краєвиди, вперше за дуже, дуже довгий час я відчув себе справді щасливим. Було таке відчуття, що „Ах, ось воно. Це — для мене“». Перехід Гулліта до «Челсі» був однією зі складових «легіонерської революції» в Англії, коли велика кількість зіркових іноземних гравців, таких як Юрген Клінсманн, Джанфранко Дзола і Денніс Бергкамп, перейшли до клубів Прем'єр-ліги, сприяючи зростанню її міжнародної популярності.
Порівнюючи «Мілан» і «Челсі», Гулліт пізніше згадував:

| «Ті роки у „Мілані“ були важкими, постійно було важко… Не було задоволення, бо все було під таким тиском. Радощі були лише після перемог, й те лише на якийсь момент, бо потрібно було робити це знову і знову, наступного тижня, наступного року… Радощі прийшли пізніше, коли я перейшов до „Сампдорії“, і особливо коли я перейшов до „Челсі“. Щоразу, коли я грав за „Челсі“, я думав: „Чудова гра, розкішний стадіон, чудові уболівальники, я граю добре.“ Це був єдиний час, коли я отримував справжнє задоволення.»[3] |

## Єврокубки та Міжконтинентальний кубок
Рууд Гулліт провів 9 сезонів у клубних турнірах УЄФА: 2 — у складі «Феєнорду», 1— «ПСВ», і 6 сезонів у формі італійського «Мілану», зігравши загалом 35 ігор, забивши 8 голів.
З «Міланом» ставав переможцем у Кубку чемпіонів  1988-89 та  1989-90 роках, Суперкубку УЄФА у 1989, 1990 роках, і Міжконтинентальному кубку у 1989 та 1990 роках.

### Статистика виступів у єврокубках та Міжконтинентальному кубку
| Сезон             | Клуб              | Турнір                   | Досягнення    | Матчі | Перемоги | Нічиї | Поразки | Голи |
| ----------------- | ----------------- | ------------------------ | ------------- | ----- | -------- | ----- | ------- | ---- |
| 1983-84           | «Феєнорд»         | Кубок УЄФА               | 1/16 фіналу   | 4     | 2        | 0     | 2       | 1    |
| 1984-85           | «Феєнорд»         | Кубок чемпіонів          | 1/16 фіналу   | 2     | 0        | 1     | 1       | 0    |
| 1985-86           | «ПСВ»             | Кубок УЄФА               | 1/16 фіналу   | 2     | 2        | 0     | 0       | 0    |
| 1987-88           | «Мілан»           | Кубок УЄФА               | 1/16 фіналу   | 4     | 1        | 1     | 2       | 1    |
| 1988-89           | «Мілан»           | Кубок чемпіонів          | володар       | 8     | 4        | 4     | 0       | 4    |
| 1989-90           | «Мілан»           | Кубок чемпіонів          | володар       | 1     | 1        | 0     | 0       | 0    |
| 1990              | «Мілан»           | Суперкубок УЄФА          | володар       | 2     | 1        | 1     | 0       | 1    |
| 1990              | «Мілан»           | Міжконтинентальний кубок | володар       | 1     | 1        | 0     | 0       | 0    |
| 1990-91           | «Мілан»           | Кубок чемпіонів          | 1/4 фіналу    | 4     | 1        | 2     | 1       | 1    |
| 1992-93           | «Мілан»           | Ліга чемпіонів           | фіналіст      | 4     | 4        | 0     | 0       | 0    |
| 1994-95           | «Мілан»           | Ліга чемпіонів           | Група         | 3     | 0        | 2     | 1       | 0    |
| Всього            | «Феєнорд»         | 2 євросезони             | 2 євросезони  | 6     | 2        | 1     | 3       | 1    |
| Всього            | «ПСВ»             | 1 євросезон              | 1 євросезон   | 2     | 2        | 0     | 0       | 1    |
| Всього            | «Мілан»           | 6 євросезонів            | 6 євросезонів | 27    | 13       | 10    | 4       | 7    |
| ВСЬОГО за кар'єру | ВСЬОГО за кар'єру | 9 євросезонів            | 9 євросезонів | 35    | 17       | 11    | 7       | 8    |

### Статистика по турнірам
| Турнір                   | Сезони | Матчі | Перемоги | Нічиї | Поразки | Голи |
| ------------------------ | ------ | ----- | -------- | ----- | ------- | ---- |
| Кубок чемпіонів          | 6      | 22    | 10       | 9     | 3       | 5    |
| Кубок УЄФА               | 3      | 10    | 5        | 1     | 4       | 2    |
| Суперкубок УЄФА          | 1      | 2     | 1        | 1     | 0       | 1    |
| Міжконтинентальний кубок | 1      | 1     | 0        | 0     | 0       | 0    |

### Усі матчі та голи Рууда Гулліта у єврокубках та Міжконтинентальному кубку
Жирним шрифтом виділені клуби за які в цих іграх виступав Р. Гулліт
 (1) — перший матч.
 * — Матч був переграний. Перший матч-відповідь був зупинений на 65-ій хвилині через густий туман. На той час югослави вели 1:0. В цьому матчі італієць Вірдіс був вилучений, а його земляк Анчелотті отримав жовту картку, і через перебір жовтих він пропустив матч-перегравання, як і Вірдіс.
 ** — За дві хвилини до закінчення матчу за рахунку 1:0 на користь «Олімпіка» на стадіоні зникло освітлення. Після його відновлення гравці «Мілану» відмовились виходити. «Олміпіку» присуджено технічну перемогу 3:0.

## Національна збірна
Дебют Гулліта у національній збірній у 1981 році випав на його 19-й день народження, того дня голландці поступилися збірній Швейцарії з рахунком 1:2.
Початковий етап кар'єри гравця у збірній був затьмарений постійною неспроможністю команди подолати кваліфікаційний бар'єр на шляху до фінальної частини великих турнірів. Нідерланди не пройшли кваліфікаційний етап Кубка світу 1982, Євро 1984 та Кубка світу 1986.
Обставини невдачі у кваліфікації на Євро 1984 були особливо болісними: голландці поступилися збірній Іспанії за різницею голів, коли, здавалося, вже ніщо не могло перешкодити їм посісти перше місце у кваліфікаційній групі. Після того, як у своїй останній грі кваліфікаційного етапу Нідерланди здолали збірну Мальти з рахунком 5‑0, збірній Іспанії потрібна була перемога проти тієї ж Мальти з різницею в 11 голів. На перерву у вирішальному для іспанців матчі команди пішли за рахунку 3‑1, але у другому таймі збірна Іспанії довела рахунок до потрібного 12‑1, причому останній, вирішальний гол було забито на 88-й хвилині. Це й досі залишається рекордною поразкою мальтійських футболістів за всю історію офіційних зустрічей.
Далі було чергове болісне розчарування — на Кубок світу 1986 збірна не потрапила, поступившись на етапі плей-оф принциповому супернику, збірній Бельгії. Програвши 0‑1 на виїзді, вдома голландці перемагали 2‑0, допоки Жорж Грюн не забив їм вирішальний виїзний гол на 85-й хвилині.
Однак врешті-решт успіх прийшов. Гулліт став одним із найяскравіших гравців фінальної частини Євро 1988, на якому голландцям підкорилася континентальна футбольна вершина. Поступившись у першому матчі групового турніру збірній СРСР 0‑1, Нідерланди взяли реванш у фіналі з рахунком 2‑0. Перший гол вирішальної гри ударом головою забив Гулліт, а другий неймовірним ударом зльоту з дуже гострого кута провів Марко ван Бастен. Гулліт став першим (і допоки єдиним) капітаном в історії збірної Нідерландів, який підняв над головою міжнародний трофей.
На Кубку світу 1990 в Італії Гулліт був не в найкращій формі, а збірна Нідерландів поступилася з рахунком 1‑2 в одному з найвидовищніших матчів турніру збірній ФРН вже на стадії 1/8 фіналу. Таким чином Німеччина поквиталася з голландцями за поразку на Євро 1988.
Суперництво Нідерландів і тепер вже об'єднаної Німеччини на футбольних полях продовжилося на Євро 1992 — цього разу гору взяли голландці з рахунком 3‑1. Але команда Гулліта не спромоглася відстояти свій попередній титул, несподівано поступившись майбутньому сенсаційному чемпіону збірній Данії у півфінальній серії пенальті.
1993 року розпочався довготривалий конфлікт між Гуллітом і тренером збірної Діком Адвокатом, який зрештою спричинив закінчення міжнародної кар'єри Гулліта. Рішення Адвоката поставити його на правий фланг півзахисту, а не на звичну позицію у центрі, у грі проти збірної Англії на «Вемблі» роздратувало Гулліта, тим більше, що пізніше його взагалі було замінено. Гулліт відмовився надалі грати за збірну, згодом змінив своє рішення, зігравши проти Шотландії у травні 1994 року. Але незадовго до фінального турніру Кубка світу 1994 Гулліт залишив тренувальний табір збірної, аби вже ніколи не повернутися.
Усього протягом 1981—1994 років відіграв за збірну у 66 офіційних зустрічах, з них у 41 — як капітан національної команди. Відзначився 17 забитими голами у складі головної команди країни.
| 1.  | 22 вересня 1982   | Роттердам, Нідерланди | Ірландія  | 2-1 | перемога | відбір до ЧЄ 1984        |
| 2.  | 7 вересня 1983    | Гронінген, Нідерланди | Ісландія  | 3-0 | перемога | відбір до ЧЄ 1984        |
| 3.  | 12 жовтня 1983    | Дублін, Ірландія      | Ірландія  | 2-3 | перемога | відбір до ЧЄ 1984        |
| 4.  | 12 жовтня 1983    | Дублін, Ірландія      | Ірландія  | 2-3 | перемога | відбір до ЧЄ 1984        |
| 5.  | 16 листопада 1983 | Роттердам, Нідерланди | Іспанія   | 2-1 | перемога | відбір до ЧЄ 1984        |
| 6.  | 21 грудня 1986    | Лімасол, Кіпр         | Кіпр      | 0-2 | перемога | відбір до ЧЄ 1988        |
| 7.  | 21 січня 1987     | Барселона, Іспанія    | Іспанія   | 1-1 | нічия    | товариська               |
| 8.  | 29 квітня 1987    | Роттердам, Нідерланди | Угорщина  | 2-0 | перемога | відбір до ЧЄ 1988        |
| 9.  | 14 жовтня 1987    | Забже, Польща         | Польща    | 0-2 | перемога | відбір до ЧЄ 1988        |
| 10. | 14 жовтня 1987    | Забже, Польща         | Польща    | 0-2 | перемога | відбір до ЧЄ 1988        |
| 11. | 28 жовтня 1987    | Роттердам, Нідерланди | Кіпр      | 8-0 | перемога | відбір до ЧЄ 1988        |
| 12. | 25 червня 1988    | Мюнхен, Німеччина     | СРСР      | 2-0 | перемога | фінальний турнір ЧЄ 1988 |
| 13. | 14 вересня 1988   | Амстердам, Нідерланди | Уельс     | 1-0 | перемога | відбір до ЧС 1990        |
| 14. | 21 червня 1990    | Палермо, Італія       | Ірландія  | 1-1 | нічия    | фінальний турнір ЧС 1990 |
| 15. | 17 квітня 1991    | Роттердам, Нідерланди | Фінляндія | 2-0 | перемога | відбір до ЧЄ 1992        |
| 16. | 27 травня 1992    | Сіттард, Нідерланди   | Австрія   | 3-2 | перемога | товариська               |
| 17. | 16 грудня 1992    | Стамбул, Туреччина    | Туреччина | 1-3 | перемога | відбір до ЧС 1994        |

## Стиль гри
Гулліт був втіленням тотального футболу, оскільки він міг з успіхом грати на декількох позиціях. Найголовніше, Гулліт був надзвичайно атлетичним і дуже ефективно використовував свою міць і швидкість, а також чудово грав у повітрі.
Більше того, нетипово для людини з його статурою, Гулліт також мав відмінне відчуття рівноваги, що надавало його грі граціозного стилю. Поєднуючи чудову техніку і фізичну міць, Гулліт став легендарною фігурою у світі футболу.
У 1990 році Джордж Бест сказав про Гулліта: «Рууд Гулліт є великим гравцем за будь-яких стандартів. Він має все. Він не боїться працювати з м'ячем. І це виглядає так, неначе він насолоджується кожною секундою гри. На мою думку, це робить його навіть найкращим гравцем, ніж Марадона. Обидва мають головну якість, яку ви знайдете у всіх найкращих футболістах: рівновагу. Їх не можна відтіснити від м'яча. Таким були Пеле, Бекенбауер і Кройф».

## Тренерська кар'єра
Влітку 1996 року, коли Гленн Годдл залишив «Челсі», очоливши збірну Англії, Гулліта було призначено граючим тренером клубу. Початок його тренерської кар'єри був багатообіцяючим: у перший сезон 1997 року він привів «Челсі» до перемоги у Кубку Англії, першого значного досягнення клубу за 26 років. Гулліт також став першим тренером-переможцем Кубку Англії з-за меж Британських островів. Того сезону «Челсі» фінішував на шостому місці в Прем'єр-лізі. Наступного сезону, коли команда посідала друге місце у турнірній таблиці чемпіонату і продовжувала боротьбу за Кубок Англії і Кубок Ліги, діставшись чвертьфіналу в обох кубкових турнірах, його було звільнено, нібито через суперечку з радою директорів стосовно винагороди, хоча сам Гулліт це спростовував. Замість нього було призначено Джанлуку Віаллі, чий перехід до клубу свого часу стався завдяки Гулліту.
У 1998 році Гулліта було призначено тренером іншого англійського клубу, «Ньюкасл Юнайтед». Здавалося, його тренерська кар'єра була знов на вірному шляху — вже у перший сезон «Ньюкасл» дістався фіналу Кубку Англії. Однак після серії незадовільних результатів наступного сезону уболівальники почали налаштовуватися проти Гулліта, особливо після його конфлікту з зірковим нападником і місцевим героєм Аланом Ширером та капітаном команди Робом Лі, що набув широкого розголосу. Гулліт навіть відмовився дати Лі номер у команді, передавши його 7-й номер гравцеві, який лишень приєднався до команди. У матчі проти традиційного місцевого суперника «Сандерленда» Гулліт несподівано залишив Ширера та іншого стабільного гравця основи Данкана Фергюсона на лаві запасних. «Ньюкасл» програв 1‑2, а Гулліт подав у відставку через три дні, після відіграних п'яти турів Прем'єр-ліги.
Перед початком сезону 2004-05 Гулліт став тренером свого колишнього клуба, «Феєнорда», але залишив його наприкінці сезону, не вигравши жодного трофея. «Феєнорд» фінішував на невтішному 4-му місці в Ередивізі, позаду Аякса, ПСВ Ейндговен та АЗ.
8 листопада 2007 року Гулліт став головним тренером Лос-Анджелес Гелексі, підписавши 3-річний контракт, але подав у відставку вже 20 серпня наступного року після серії із семи безпереможних матчів.
Наприкінці січня 2011 року Рууд Гулліт очолив ФК «Терек» (м. Грозний, Чечня, Росія). На тренерському посту він змінив іспанця Віктора Муньйоса, який прийшов у команду лише наприкінці грудня 2010 року, але залишив чеченську команду на першому ж тренувальному зборі. Президент Чечні та ФК «Терек» Рамзан Кадиров поставив перед голландським фахівцем завдання — вивести команду в єврокубки. Цей контракт з Гуллітом укладений на півтора року. До Грозного Рууд Гулліт прибув 9 лютого 2011 року, де для нього влаштували презентацію ФК «Терек» і міста, після чого на прес-конференції голландець поділився із першими враженнями від перебування в Чечні та позитивною налаштованістю на роботу.14 червня 2011 року після поразки від «Амкара» Гулліт був звільнений з посади.

## Сім'я
Гулліт був тричі одружений і має шість дітей:
- Івонна де Вріс — з 1984 до 1991 рр.: двоє дітей, дочки Фелісіті і Шармен;
- Крістіна Пенза — з 1994 до травня 2000 р.: двоє дітей, син Квінсі і дочка Шеєн;
- Естел Кройф (племінниця Йогана Кройфа) — від 3 червня 2000 р.: двоє дітей, син Максим і дочка Жоель.

## Медіа-кар'єра
У 2006 році Гулліт мав ток-шоу на голландському телебаченні, де брав інтерв'ю, серед інших, у Нельсона Мандели. Коли Гулліт був названий володарем «Золотого м’яча» у 1987 році, він присвятив нагороду тодішньому ув’язненому Нельсону Манделі. Відтоді Гулліт казав в інтерв’ю, що зустрів Манделу після того, як його звільнили, і що Мандела сказав йому: «Рууд, у мене зараз багато друзів. Коли я був всередині, ти був одним із небагатьох».
У 2007 році Гулліт згадував: «Чотири місяці тому я відвідав острів Роббен і зустрів трьох хлопців, які були співкамерниками Нельсона Мандели. Вони згадали, як я присвятив свою нагороду в 1987 році Манделі, і сказали, що не могли повірити, що я зробив, і були впевнені, що футбольна влада відкликає нагороду. Ось що зробив з ними апартеїд, він змусив їх повірити, що несправедливість є нормальною частиною життя».
Гулліт також виступав експертом для ITV під час Чемпіонату світу 2006 року та працює аналітиком ігор Ліги чемпіонів на Sky Sports і Al Jazeera Sports. Під час Чемпіонату світу з футболу 2010 року Гулліт працював аналітиком студії разом із колишніми гравцями Юргеном Клінсманом та Стівом Макманаманом на ESPN. Згодом він працював аналітиком у Al Jazeera Sports під час Євро-2012 разом із Гленном Ходдлом та Террі Венейблсом, серед інших.
У 2013 році Гулліт та багато інших колишніх футболістів були залучені до EA Sports FIFA 14 як «Легенди» у FIFA Ultimate Team; його карта є однією з найвищих рейтингів у грі. 
У 2014 році Гулліт приєднався до BBC «Матч дня» як студійний експерт і вперше з’явився в сезоні 2014–2015 років. 

## Титули і досягнення
У складі клубу
- ГФК «Гарлем»
  - Чемпіон Еерстедивізі (першої ліги): 1981
- «Феєнорд»
  - Чемпіон Ередивізі (вищої ліги): 1984
  - Кубок Нідерландів: 1984
- ПСВ
  - Чемпіон Ередивізі (вищої ліги) (2): 1986, 1987
- «Мілан»
  - Чемпіон Серії А (3): 1988, 1992, 1993
  - Кубок Італії: 1988
  - Суперкубок Італії: 1992
  - Кубок Чемпіонів (2): 1989, 1990
  - Суперкубок Європи (3): 1989, 1990, 1994
  - Міжконтинентальний кубок (2): 1989, 1990
- «Сампдорія»
  - Кубок Італії: 1993-94
- «Челсі»
  - Кубок Англії: 1996-97 (граючий тренер)

У складі збірної
- Чемпіон Європи: 1988

Індивідуальні
- Найкращий гравець Ередивізі: 1981
- Найкращий гравець Нідерландів (2): 1984, 1986
- Золотий м'яч (найкращий гравець Європи): 1987
- Найкращий гравець світу за версією журналу Ворлд Соккер (2): 1987, 1989
- ФІФА 100 (125 найкращих гравців світу за версією Пеле)

Тренер
- «Челсі»
  - Кубок Англії: 1996-97 (граючий тренер)

## Статистика

### Гравець
| Клуб               | Сезон              | Ліга  | Ліга | Єврокубки | Єврокубки | Всього | Всього |
| Клуб               | Сезон              | Матчі | Голи | Матчі     | Голи      | Матчі  | Голи   |
| ------------------ | ------------------ | ----- | ---- | --------- | --------- | ------ | ------ |
| ГФК Гарлем         | 1979-80            | 24    | 4    | 0         | 0         | 24     | 4      |
| ГФК Гарлем         | 1980-81            | 36    | 14   | 0         | 0         | 36     | 14     |
| ГФК Гарлем         | 1981-82            | 31    | 14   | 0         | 0         | 31     | 14     |
| ГФК Гарлем         | Всього             | 91    | 32   | 0         | 0         | 91     | 32     |
| Феєнорд            | 1982-83            | 33    | 8    | 0         | 0         | 33     | 8      |
| Феєнорд            | 1983-84            | 33    | 15   | 4         | 1         | 37     | 16     |
| Феєнорд            | 1984-85            | 19    | 7    | 2         | 0         | 21     | 7      |
| Феєнорд            | Всього             | 85    | 30   | 6         | 1         | 91     | 31     |
| ПСВ Ейндговен      | 1985-86            | 34    | 24   | 2         | 1         | 36     | 25     |
| ПСВ Ейндговен      | 1986-87            | 34    | 22   | 0         | 0         | 34     | 22     |
| ПСВ Ейндговен      | Всього             | 68    | 46   | 2         | 1         | 70     | 47     |
| Мілан              | 1987-88            | 29    | 9    | 2         | 0         | 31     | 9      |
| Мілан              | 1988-89            | 19    | 5    | 8         | 5         | 27     | 10     |
| Мілан              | 1989-90            | 2     | 0    | 1         | 0         | 3      | 0      |
| Мілан              | 1990-91            | 26    | 7    | 4         | 1         | 30     | 8      |
| Мілан              | 1991-92            | 26    | 7    | 0         | 0         | 26     | 7      |
| Мілан              | 1992-93            | 15    | 7    | 4         | 0         | 19     | 7      |
| Мілан              | Всього             | 117   | 35   | 19        | 6         | 136    | 41     |
| Сампдорія          | 1993-94            | 31    | 16   | 0         | 0         | 31     | 16     |
| Сампдорія          | Всього             | 31    | 16   | 0         | 0         | 31     | 16     |
| Мілан              | 1994-95            | 8     | 3    | 3         | 0         | 11     | 3      |
| Мілан              | Всього             | 8     | 3    | 3         | 0         | 11     | 3      |
| Сампдорія          | 1994-95            | 22    | 9    | 0         | 0         | 22     | 9      |
| Сампдорія          | Всього             | 22    | 9    | 0         | 0         | 22     | 9      |
| Челсі              | 1995-96            | 14    | 3    | 0         | 0         | 14     | 3      |
| Челсі              | 1996-97            | 12    | 1    | 0         | 0         | 12     | 1      |
| Челсі              | 1997-98            | 6     | 0    | 0         | 0         | 6      | 0      |
| Челсі              | Всього             | 32    | 4    | 0         | 0         | 32     | 4      |
| Загалом за кар'єру | Загалом за кар'єру | 465   | 175  | 30        | 8         | 495    | 183    |

### Тренер
| Клуб                 | Країна     | Від              | До             | Результати | Результати | Результати | Результати | Результати |
| Клуб                 | Країна     | Від              | До             | М          | В          | Н          | П          | % перемог  |
| -------------------- | ---------- | ---------------- | -------------- | ---------- | ---------- | ---------- | ---------- | ---------- |
| Челсі                | Англія     | 10 травня 1996   | 12 лютого 1998 | 83         | 41         | 18         | 24         | 49,39 %    |
| Ньюкасл Юнайтед      | Англія     | 27 серпня 1998   | 28 серпня 1999 | 52         | 18         | 14         | 20         | 34,61 %    |
| Феєнорд              | Нідерланди | 13 серпня 2004   | 22 травня 2005 | 45         | 25         | 12         | 8          | 55,56 %    |
| Лос-Анджелес Гелексі | США        | 8 листопада 2007 | 11 серпня 2008 | 12         | 6          | 4          | 2          | 50,00 %    |
| Терек                | Росія      | 18 січня 2011    | 14 червня 2011 | 13         | 3          | 3          | 7          | 23,08 %    |

## Виноски
1. ↑  https://sportmagazine.knack.be/sport/voetbal-internationaal/ruud-gullit-knuffelbeer-op-witte-kousen/article-longread-1302631.html
2. 1 2  I fought back from the brink of death but Ruud won't end our bitter (англ.). Sunday Mirror, 18 квітня, 1999.
3. 1 2 3 4 5  Велике інтерв'ю: Рууд Гулліт (англ.). The Sunday Times, 23 вересня, 2007. Архів оригіналу за 2 вересня 2011. Процитовано 16 січня 2008.
4. ↑  Gullit 1998, с.34
5. 1 2  Gullit 1998, с.35
6. 1 2  Glanville 1999, с.3
7. ↑  Glanville 1999, с.1
8. 1 2  Glanville 1999, с.4
9. ↑  Gullit 1998, с.42
10. ↑  Gullit 1998, с.49
11. ↑  Gullit's emotional South African journey (англ.). FIFA.com, 20 липня, 2007. Архів оригіналу за 18 лютого 2012. Процитовано 19 січня 2008.
12. ↑  Відеозвіт про історичну перемогу Іспанії над Мальтою 12-1. Youtube. Архів оригіналу за 23 листопада 2011. Процитовано 19 січня 2008.
13. ↑  Spain 12 - 1 Malta. UEFA.com. Архів оригіналу за 21 червня 2013. Процитовано 8 січня 2011. {{cite web}}: Вказано більш, ніж один |url-архіву= та |archiveurl= (довідка); Вказано більш, ніж один |дата-архіву= та |archivedate= (довідка)
14. ↑  20/11/1985 World Cup Qualifier, Netherlands - Belgium 2-1. users.skynet.be/fa664658/. Архів оригіналу за 21 червня 2013. Процитовано 18 січня 2008. {{cite web}}: Вказано більш, ніж один |url-архіву= та |archiveurl= (довідка); Вказано більш, ніж один |дата-архіву= та |archivedate= (довідка)
15. ↑  20/11/1985 World Cup Qualifier, Belgium - Netherlands 1-0. users.skynet.be/fa664658/. Архів оригіналу за 21 червня 2013. Процитовано 18 січня 2008. {{cite web}}: Вказано більш, ніж один |url-архіву= та |archiveurl= (довідка); Вказано більш, ніж один |дата-архіву= та |archivedate= (довідка)
16. ↑  Відеозвіт про фінал Євро 1988 між Нідерландами і СРСР. Youtube. Архів оригіналу за 12 жовтня 2016. Процитовано 8 січня 2011.
17. ↑  Memories of past magic fire Gullit's enduring passion for Milan (англ.). The Guardian, 22 травня 2007 р. Архів оригіналу за 21 червня 2013. Процитовано 20 січня 2008.
18. ↑  Godsell 2005, с.129
19. ↑  Gullit in shock over Chelsea sacking (англ.). BBC, 13 лютого 1998 р. Архів оригіналу за 21 червня 2013. Процитовано 20 січня 2008.
20. ↑  Lee Back from The Wilderness (англ.). NUFC.com, передруковано з The Sunday Times, 2 січня 2000 р. Архів оригіналу за 2 червня 2012. Процитовано 20 січня 2008.
21. ↑  Gullit Resignation Statement (англ.). NUFC.com, 28 серпня 1999 р. Архів оригіналу за 21 червня 2013. Процитовано 20 січня 2008.
22. ↑  LA Galaxy name Gullit as new boss (англ.). BBC. Архів оригіналу за 21 червня 2013. Процитовано 20 січня 2008.
23. ↑  Report: Galaxy coach Gullit resigns; president/GM Lalas out. ESPNSoccernet.com. Архів оригіналу за 21 червня 2013. Процитовано 30 серпня 2009. {{cite web}}: Вказано більш, ніж один |url-архіву= та |archiveurl= (довідка); Вказано більш, ніж один |дата-архіву= та |archivedate= (довідка)
24. ↑  новина у рубриці «Футбольна мозаїка» [Архівовано 20 січня 2012 у Wayback Machine.] // «Україна Молода» № 009 за 20 січня 2011 року
25. ↑  Гулліт: Я вже бачив вибух у Грозному [Архівовано 18 лютого 2011 у Wayback Machine.] // інф. за 10 лютого 2011 року на Кореспондент.net
26. ↑  Кадиров звільнив Гулліта з посади тренера «Терека». Архів оригіналу за 16 червня 2011. Процитовано 14 червня 2011.
27. ↑  Ruud Gullit. the Guardian (англ.). 8 вересня 2005. Процитовано 5 травня 2022.
28. ↑  The Times & The Sunday Times. www.thetimes.co.uk (англ.). Процитовано 5 травня 2022.
29. ↑  The Times & The Sunday Times. www.thetimes.co.uk (англ.). Процитовано 6 травня 2022.
30. ↑  Ruud Gullit | ESPN MediaZone. web.archive.org. 14 червня 2010. Архів оригіналу за 14 червня 2010. Процитовано 12 травня 2022.
31. ↑  Euro 2012: Gullit keen on Netherlands job | Live football and soccer news | ESPNFC.com. web.archive.org. 3 липня 2012. Архів оригіналу за 3 липня 2012. Процитовано 12 травня 2022.
32. ↑  Arts, Electronic (11 липня 2021). FIFA 22 Latest News and Updates - EA Official Site. Electronic Arts Inc. (англ.). Процитовано 13 травня 2022.
33. ↑  Gullit, Neville & Ferdinand join MOTD. BBC Sport (брит.). Процитовано 19 травня 2022.